# Badu Bonsu II.

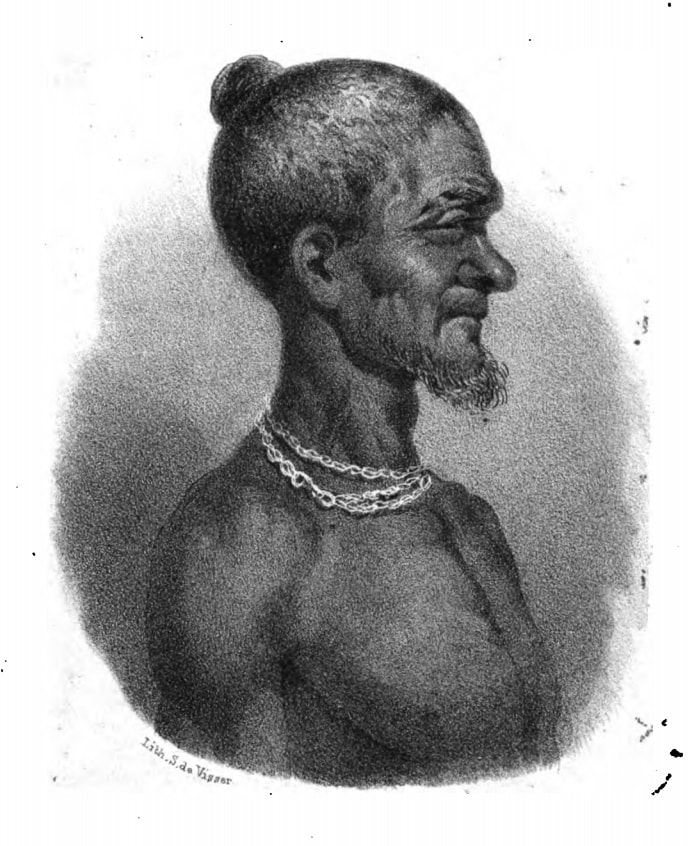
Badu Bonsu II., Zeichnung eines niederländischen Leutnants 1838

Badu Bonsu II. († 1838) war in der ersten Hälfte des 19. Jahrhunderts ein König der Ahanta an der damaligen Goldküste (heute Ghana) in Westafrika. 1838 wurde er von den Niederländern hingerichtet, die zu dieser Zeit dort mehrere befestigte Stützpunkte und teilweise Kontrolle über den westlichen Küstenstreifen des heutigen Ghana hatten. Badu Bonsu II. wurde die Enthauptung zweier niederländischer Gesandter zur Last gelegt. Der Verrat eines Angehörigen des Ahantavolkes hatte den Niederländern die Ergreifung des Königs ermöglicht. Der tote Herrscher wurde anschließend von niederländischen Soldaten enthauptet und der Kopf in die Niederlande überführt. Vom Verbleib des restlichen Körpers ist nichts bekannt.
Hintergrund der Tötung der beiden Gesandten, darunter der damalige niederländische Generalgouverneur Tonneboeijer, war die Rebellion Bonsus gegen die von den Niederländern beanspruchte Oberhoheit über das Ahantagebiet. Die Niederländer stützten sich bei ihren Ansprüchen auf den Vertrag von Butre, der 1656 als Freundschaftsvertrag zwischen ihnen und den Ahanta geschlossen worden war. Die Niederländer sahen diesen Vertrag später allerdings eher als Unterwerfung des Ahantagebietes an. Ergebnis der Hinrichtung Bonsus war eine weitgehende Kontrolle des Ahantagebietes durch die Niederlande, die daraufhin die Ahanta-Staaten reorganisierten und den Chief von Butre zum Regenten ernannten. In Butre hatten sie mit Fort Batensteyn eine ihrer Festungen an der Goldküste, bis dahin war das benachbarte Busua Hauptort der Ahanta gewesen.
2005 war der in Formaldehyd eingelegte Kopf von einem niederländischen Autor, Arthur Japin, bei Nachforschungen für einen Roman in der Medizinischen Universität der Stadt Leiden entdeckt worden. Ghana beantragte als Rechtsnachfolgerin des Ahanta-Reiches offiziell die Rückführung des Kopfes, um ein angemessenes Begräbnis zu ermöglichen. Am 23. Juli 2009, fand in Den Haag eine Zeremonie statt, bei der der niederländische Außenminister Maxime Verhagen den Kopf offiziell an den Ahanta-König Nana Etsin Kofi II. übergab.